# ورزشگاه سحیم بن حمد
ورزشگاه القطر (عربی: ملعب نادی قطر) یک ورزشگاه چند منظوره و ورزشگاه باشگاه ورزشی القطر در شهر دوحه است. در طول بازی‌های آسیایی ۲۰۰۶، این ورزشگاه به عنوان یکی از پنج محل برگزاری مسابقات فوتبال مورد استفاده قرار گرفت.
این ورزشگاه یکی از ورزشگاه‌های مورد استفاده در جام ملت‌های آسیا ۲۰۱۱ بوده‌است. این ورزشگاه در سال ۱۹۸۵ افتتاح شد. مراسم افتتاحیه و اختتامیه بازی‌های غرب آسیا ۲۰۰۵ در اینجا برگزار شد.

## گنجایش
گنجایش این ورزشگاه ۱۵۰۰۰ نفر است.